# Гербертс Цукурс
Гербертс Цукурс (латис. Herberts Cukurs; 17 травня 1900, Лібава, Курляндська губернія, Російська імперія — †23 лютого 1965, Монтевідео, Уругвай) — латвійський льотчик, колабораціоніст, військовий злочинець[джерело?]. Упродовж Другої світової війни служив членом Команди Арайса, що була залучена до винищення латвійських євреїв у рамках Голокосту.

## Біографія
Народився в Лібаві 17 травня 1900. 24 травня того ж року був хрещений в лютеранській церкві Св. Анни в Лібаві. Син слюсаря Яніса Цукурса, який потім став власником механічної майстерні, де майбутній авіатор практикувався в механіці, і його дружини Анни Скудре.
У молодості брав участь в боротьбі за незалежність Латвії, дотримувався націоналістичних поглядів. У 1919 почав службу в латвійській авіації. Однак, в 1926 його в чині старшого лейтенанта звільнили з армії за «причетність до терористичної діяльності». Працював водієм.

## Льотчик— національний герой
У 1926 Цукурс сам зайнявся конструюванням літальних апаратів. Між 1926 і 1934 він розробив і побудував планер і три літаки. Одним з них був C-3 з 80-сильним мотором, який Цукурс зібрав з двох двигунів «Renault» 1916.
Відомий своїм польотом на літаку під мостом Військової гавані. У 1933 Цукурс здійснив політ до Гамбії. Він покинув Латвію 28 серпня 1933 і, після довгого перельоту по Африці, повернувся 25 травня 1934, через 10 днів після встановлення диктатури Улманіса, і відразу став героєм. Його відновили в збройних силах Латвії в званні капітана.
Славі пілота сприяли його письменницькі здібності — після повернення він опублікував щоденник «Мій політ до Гамбії». У 1937 написав роман «Між землею і сонцем», де головний герой — льотчик. У 1936 Цукур здійснив політ в Токіо, літав в Палестину.

## Подробиці життя
У 1964-1969 в Стокгольмі вийшла книга Яніса Каркліньша «Латвійська Уленшпігель» про життя в довоєнної Латвії, в якій в тому числі сказано, що Гербертс Цукурс був популярний латвійський льотчик, який літав в різні країни, а після війни його вбили агенти ізраїльських спецслужб. У 1997 книгу перевидали в Латвії.
Влітку 2004 ультраправим латвійським об'єднанням «Союз національних сил» латис. Nacionālā Spēka Savienība (NSS) поширені пам'ятні поштові конверти із зображенням Гербертса Цукурс.
11 жовтня 2014 відбулася прем'єра мюзиклу «Цукурс. Гербертс Цукурс».